# Immersionsmethode (Mineralogie)
Bei der Immersionsmethode (von lateinisch immergere = eintauchen, versenken) werden durchscheinende Gegenstände in Flüssigkeiten getaucht, um den Brechungsindex der Gegenstände zu bestimmen oder abzuschätzen.

## Vorgehen
| Flüssigkeit                                                   | Material (Beispiel) | Brechungs- index n |
| ------------------------------------------------------------- | ------------------- | ------------------ |
| Chloroform                                                    | Opal                | 1,45               |
| 1,8-Cineol                                                    | Kieselglas          | 1,46               |
| Tetrachlorethan                                               | Moldavit            | 1,49               |
| Benzol / Toluol                                               | Lapislazuli         | 1,50               |
| Trimethylenbromid                                             | Petalit             | 1,51               |
| Chlorbenzen                                                   | Mondstein           | 1,52               |
| 1,2-Dibromethan                                               | Feldspat            | 1,53               |
| 2-Nitrotoluol                                                 | Amethyst            | 1,54               |
| Xylidin                                                       | Skapolith           | 1,56               |
| N-Methylanilin                                                | Smaragd             | 1,57               |
| Bromoform                                                     | Beryll              | 1,60               |
| Chinolin                                                      | Topas               | 1,62               |
| Polychlorierte Naphthaline                                    | Türkis              | 1,63               |
| Diiodmethan                                                   | Rubin / Saphir      | 1,74               |
| Diiodmethan, gesättigt mit Schwefel                           | Benitoit            | 1,78               |
| Weißer Phosphor-Schwefel-Diiodmethan-Gemisch (Gewichte 8:1:1) | Titanit             | 2,06               |

Ein Gegenstand mit unbekanntem Brechungsindex kann mithilfe der Immersion in verschiedene Flüssigkeiten mit bekanntem Brechungsindex getaucht werden. Stimmen die Brechungsindizes von Gegenstand und Flüssigkeit überein, verschwinden die Konturen des eingetauchten Gegenstands, da die Lichtstrahlen an den Grenzflächen nicht mehr gebrochen werden.
Sind Facetten und Kanten sichtbar, kann der tatsächliche Brechungsindex des Materials wie folgt abgeschätzt werden:
| Kontur und Kanten              | Brechungsindex in Bezug auf die Flüssigkeit |
| ------------------------------ | ------------------------------------------- |
| Weiße Kontur / schwarze Kanten | kleiner                                     |
| Verwischte Kontur und Kanten   | gleich                                      |
| Schwarze Kontur / weiße Kanten | größer                                      |

Je breiter die Kontur ist, desto größer ist die Abweichung zwischen den Brechungsindizes von Gegenstand und Flüssigkeit.

## Einsatzgebiete

### Identifikation von Schmucksteinen
Das Verfahren kann mit bestimmten Schwerflüssigkeiten eingesetzt werden, um Schmucksteine zu identifizieren.
Dabei können zum Beispiel Rubine oder Saphire in Diiodmethan getaucht werden. Der Hauptbestandteil von Rubin und Saphir ist Aluminiumoxid. Dessen Brechungsindex  {\displaystyle n=1{,}76} nahe an dem von Diiodmethan mit {\displaystyle n=1{,}74}. Dadurch verschwinden die Konturen dieser Steine nach dem Eintauchen fast vollständig. Schmucksteine aus anderem Material bleiben nach dem Eintauchen in dieselbe Flüssigkeit dagegen gut erkennbar.
Smaragde haben einen Brechungsindex von {\displaystyle n=1{,}57}. Sie können mittels N-Methylanilin identifiziert werden.
Dieses Verfahren funktioniert besonders gut mit geschliffenen Schmucksteinen. Denn nach dem Eintauchen verschwinden bei ihnen die Reflexe an den Facetten des Schliffs.

### Doppelbrechung
Doppelbrechende Gegenstände können ebenfalls identifiziert werden, da sich die sichtbaren Kanten des jeweiligen Gegenstands beim Drehen in der Flüssigkeit verändern.